# Garci II Fernández Manrique de Lara
Garci II Fernández Manrique de Lara (m. 12 de septiembre de 1362, víctima de la peste), hijo de Pedro II Ruiz Manrique de Lara y de Teresa Sotomayor, fue el V señor de Amusco y uno de los adelantados de Castilla.
Le sucedió en la titularidad del linaje Pedro Manrique, hijo de su primer matrimonio. De los hijos del segundo matrimonio derivaron las importantes casas de Castañeda-Aguilar de Campoo y Treviño-Nájera.

## Descendencia
Casó en primeras nupcias en 1335 con Urraca de Leyva, padres de:
- Pedro Manrique, señor de Amusco y de Treviño, que murió, sin sucesión, en la batalla de Aljubarrota.
- Juan García Manrique obispo de Orense, de Sigüenza y de Coímbra y  arzobispo de Santiago de Compostela
- Gómez Manrique, señor de Malvecino y San Pantaleones

Contrajo un segundo matrimonio con Teresa Vázquez de Toledo y Carrillo, de quien tuvo a:
- El primogénito, Garci Fernández Manrique señor de Estar (Isar), Galisteo y Villanueva del Garamo (Villanueva de Argaño), de quien proceden los marqueses de Aguilar de Campoo, condes de Castañeda.
- Diego Gómez Manrique,[1] señor de Villadamian, Amusco y Treviño, de quien proceden los duques de Nájera, condes de Treviño.
- Rodrigo Manrique, señor de Torde-Moronta y de Fontoria
- Teresa Manrique, señora de Villarmentero, Fuen-Muño, Santillana, Agüero, Lerones y Renedo

## Casa de Manrique de Lara
La Casa de Manrique de Lara fue una de las ramas de la Casa de Lara, un linaje de la nobleza española, originario del Reino de Castilla medieval, que debe su nombre a la localidad burgalesa de Lara de los Infantes.
La Casa de Manrique de Lara surge hacia el siglo XII con la figura de Rodrigo Manrique de Lara, primer señor de Amusco. Este era hijo de Toda Vélaz y Manrique Gómez de Manzanedo, hijo a su vez de los condes Gómez González de Manzanedo y Milia Pérez de Lara.
Garci II Fernández Manrique de Lara pertenece a la quinta generación del linaje y al igual que sus predecesores ostentó el título de señor de Amusco, título vinculado desde sus orígenes a esta casa.